# Вартісна, економічна оцінка навколишнього середовища
Вартісна, економічна оцінка навколишнього середовища. Існують два основні підходи до оцінки навколишнього середовища: пряма і непряма оцінка. При прямій оцінці використовуються методи, спрямовані на пряме виявлення переваг шляхом використання опитувань і експериментів (наприклад, оцінка суб'єктивних переваг) та методи ранжирування переваг індивідів. При цьому жителів просять прямо висловити свої погляди на передбачувані зміни в навколишньому середовищі, у разі виконання того чи іншого економічного проекту. У методах непрямої оцінки навколишнього середовища використовуються методи, мета яких виявити переваги людей на основі їх реальної поведінки і зібраної ринкової інформації. Серед таких методів — методи оцінки плати за комфортність навколишнього середовища, заробітної плати при підвищеної екологічної небезпеки, транспортно-дорожні витрати для поїздок до екологічно чистих місць відпочинку та ін Уподобання щодо екологічних "товарів " виявляються побічно при купівлі товарів, якимось чином пов'язаних з навколишнім середовищем. Групу непрямих методів оцінки можна грубо розділити на дві категорії: з використанням сурогатних ринків і звичайних ринків.

## Ресурси Інтернету
- Еколого-економічний словник  [Архівовано 27 червня 2013 у Wayback Machine.]
- Економічна цінність природи  [Архівовано 27 вересня 2013 у Wayback Machine.]
- Концепция общей экономической ценности природных благ  [Архівовано 26 березня 2014 у Wayback Machine.]
- Традиционные и косвенные методы оценки природных ресурсов